# Apiomeris concolor
Apiomeris concolor är en mångfotingart som först beskrevs av Pocock 1889.  Apiomeris concolor ingår i släktet Apiomeris och familjen klotdubbelfotingar. Inga underarter finns listade i Catalogue of Life.